# Maracaibo
Maracaibo là thành phố lớn thứ hai của Venezuela sau thủ đô Caracas và là thủ phủ của bang Zulia. Theo số liệu điều tra dân số năm 2001, dân số ước tính của thành phố năm 2007 là 2.225.000 người. Tọa độ của Maracaibo là 10°38' vĩ bắc, 71°35' độ kinh Tây (10.63, -71.58333).  Lưu trữ ngày 23 tháng 8 năm 2012 tại Wayback Machine Maracaibo có biệt danh là La Tierra del Sol Amada (Vùng đất Mặt Trời yêu dấu).

## Lịch sử
Maracaibo được thành lập năm 1529 bên bờ tây của Hồ Maracaibo - một cảnh nổi bật của khu vực Lưu vực Maracaibo giàu dầu mỏ. Thành phố nằm ở khu vực cảng kín, bên bờ hồ, nơi những khúc sông hẹp đổ vào vịnh Venezuela. Trong thời kỳ 390 năm đầu của thành phố, Maracaibo vẫn cô lập và tách biệt khỏi đất nước này. Giao thông nối với thành phố này chỉ là phà hoặc hàng hải, do đó xe cộ từ hệ thống quốc lộ vào thành phố phải phụ thuộc vào phà.
Sự cô lập này là một thách thức nhưng đồng thời là một lợi thế, mang lại cho người dân ở đây tư tưởng chủ quyền độc lập khỏi Venezuela, ý tưởng lập một quốc gia gọi là La República Independiente del Zulia (Cộng hòa độc lập Zulia). Chế độ độc tài của tướng Marcos Pérez Jiménez trong những năm 1950 đã tính đến chuyện xây một cây cầu nối hai bờ hồ. Tuy nhiên, chế độ này sụp đổ ngày 23 tháng 1 năm 1958 đã dẫn đến một dự án xây cây cầu kém phức tạp hơn đã được chính phủ dân chủ và bảo thủ hơn thông qua. Cây cầu có tên "El Puente Sobre El Lago de Maracaibo "Tướng Rafael Urdaneta"—(Cầu Tướng Rafael Urdaneta vượt hồ Maracaibo) đã được khánh thành năm 1962 kết nối thành phố này với hệ thống quốc lộ của Venezuela.

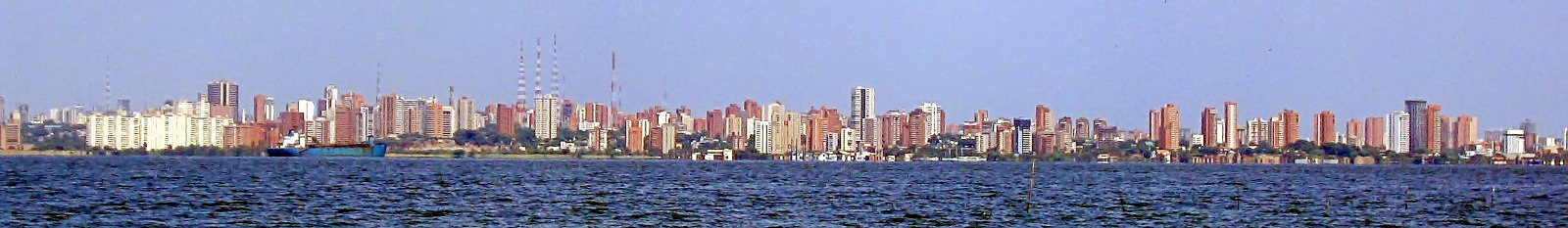
Toàn cảnh Maracaibo

## Khí hậu
| Dữ liệu khí hậu của Maracaibo (1970–1998)                         | Dữ liệu khí hậu của Maracaibo (1970–1998) | Dữ liệu khí hậu của Maracaibo (1970–1998) | Dữ liệu khí hậu của Maracaibo (1970–1998) | Dữ liệu khí hậu của Maracaibo (1970–1998) | Dữ liệu khí hậu của Maracaibo (1970–1998) | Dữ liệu khí hậu của Maracaibo (1970–1998) | Dữ liệu khí hậu của Maracaibo (1970–1998) | Dữ liệu khí hậu của Maracaibo (1970–1998) | Dữ liệu khí hậu của Maracaibo (1970–1998) | Dữ liệu khí hậu của Maracaibo (1970–1998) | Dữ liệu khí hậu của Maracaibo (1970–1998) | Dữ liệu khí hậu của Maracaibo (1970–1998) | Dữ liệu khí hậu của Maracaibo (1970–1998) |
| Tháng                                                             | 1                                         | 2                                         | 3                                         | 4                                         | 5                                         | 6                                         | 7                                         | 8                                         | 9                                         | 10                                        | 11                                        | 12                                        | Năm                                       |
| ----------------------------------------------------------------- | ----------------------------------------- | ----------------------------------------- | ----------------------------------------- | ----------------------------------------- | ----------------------------------------- | ----------------------------------------- | ----------------------------------------- | ----------------------------------------- | ----------------------------------------- | ----------------------------------------- | ----------------------------------------- | ----------------------------------------- | ----------------------------------------- |
| Cao kỉ lục °C (°F)                                                | 36.4 (97.5)                               | 39.4 (102.9)                              | 37.9 (100.2)                              | 39.6 (103.3)                              | 37.8 (100.0)                              | 38.0 (100.4)                              | 38.8 (101.8)                              | 38.1 (100.6)                              | 39.0 (102.2)                              | 36.6 (97.9)                               | 36.3 (97.3)                               | 35.8 (96.4)                               | 39.6 (103.3)                              |
| Trung bình ngày tối đa °C (°F)                                    | 32.5 (90.5)                               | 32.8 (91.0)                               | 33.1 (91.6)                               | 33.1 (91.6)                               | 33.1 (91.6)                               | 33.6 (92.5)                               | 34.1 (93.4)                               | 34.2 (93.6)                               | 33.6 (92.5)                               | 32.5 (90.5)                               | 32.4 (90.3)                               | 32.5 (90.5)                               | 33.1 (91.6)                               |
| Trung bình ngày °C (°F)                                           | 27.7 (81.9)                               | 28.0 (82.4)                               | 28.6 (83.5)                               | 29.0 (84.2)                               | 29.1 (84.4)                               | 29.3 (84.7)                               | 29.5 (85.1)                               | 29.6 (85.3)                               | 29.1 (84.4)                               | 28.3 (82.9)                               | 28.3 (82.9)                               | 27.9 (82.2)                               | 28.7 (83.7)                               |
| Tối thiểu trung bình ngày °C (°F)                                 | 22.8 (73.0)                               | 23.2 (73.8)                               | 24.1 (75.4)                               | 24.8 (76.6)                               | 25.0 (77.0)                               | 24.9 (76.8)                               | 24.9 (76.8)                               | 24.9 (76.8)                               | 24.6 (76.3)                               | 24.1 (75.4)                               | 24.1 (75.4)                               | 23.3 (73.9)                               | 24.2 (75.6)                               |
| Thấp kỉ lục °C (°F)                                               | 19.2 (66.6)                               | 18.8 (65.8)                               | 20.4 (68.7)                               | 20.7 (69.3)                               | 20.5 (68.9)                               | 20.2 (68.4)                               | 21.0 (69.8)                               | 20.2 (68.4)                               | 20.2 (68.4)                               | 20.0 (68.0)                               | 20.6 (69.1)                               | 18.9 (66.0)                               | 18.8 (65.8)                               |
| Lượng mưa trung bình mm (inches)                                  | 5.1 (0.20)                                | 2.7 (0.11)                                | 5.9 (0.23)                                | 52.1 (2.05)                               | 66.8 (2.63)                               | 55.4 (2.18)                               | 26.5 (1.04)                               | 60.0 (2.36)                               | 104.0 (4.09)                              | 114.4 (4.50)                              | 70.6 (2.78)                               | 16.9 (0.67)                               | 580.4 (22.85)                             |
| Số ngày mưa trung bình (≥ 1.0 mm)                                 | 0.6                                       | 0.3                                       | 0.6                                       | 3.6                                       | 6.1                                       | 6.7                                       | 3.6                                       | 5.8                                       | 8.1                                       | 9.2                                       | 5.3                                       | 1.7                                       | 51.6                                      |
| Độ ẩm tương đối trung bình (%)                                    | 69.0                                      | 68.5                                      | 68.0                                      | 71.5                                      | 73.5                                      | 71.0                                      | 69.0                                      | 69.5                                      | 72.0                                      | 75.0                                      | 73.0                                      | 72.0                                      | 71.0                                      |
| Số giờ nắng trung bình tháng                                      | 266.6                                     | 240.8                                     | 244.9                                     | 183.0                                     | 179.8                                     | 201.0                                     | 244.9                                     | 232.5                                     | 192.0                                     | 182.9                                     | 204.0                                     | 238.7                                     | 2.611,1                                   |
| Nguồn 1: Instituto Nacional de Meteorología e Hidrología (INAMEH) |                                           |                                           |                                           |                                           |                                           |                                           |                                           |                                           |                                           |                                           |                                           |                                           |                                           |
| Nguồn 2: NOAA, Tổ chức Khí tượng Thế giới (mưa, 1961–1990)        |                                           |                                           |                                           |                                           |                                           |                                           |                                           |                                           |                                           |                                           |                                           |                                           |                                           |